# Brendan Behan
Brendan Francis Behan (se pronunță: bi'hæn) (irlandeză: Breandán Ó Beacháin) (n. 9 februarie 1923, Baile Átha Cliath, Statul Liber Irlandez – d. 20 martie 1964, Dublin, Irlanda) a fost un poet, romancier, nuvelist și dramaturg irlandez ce a scris în limba irlandeză cât și în limba engleză. De asemenea, el a sprijinit Republicanismul Irlandez și a fost voluntar în Armata Republicană Irlandeză.

## Viața și activitatea literară
Behan, unul dintre cei mai de succes dramaturgi irlandezi din secolul al XX-lea, a încercat o formulă dramatică situată între tendințele protestatare ale tinerilor furioși (v. Angy Young Men, The) și dezamăgirea din teatrul absurdului. A luptat încă din copilărie contra englezilor, fiind trimis de aceștia la școala de corecție și apoi la închisoare. Anii îndelungați de recluziune descriși în autobiografia „Borstal Boy” (Băiatul de la școala de corecție, 1958), au constituit sursa primei sale lucrări dramatice, piesa de atmosfera „The Quare Fellow” (Candidat la spânzurătoare, 1955). Ca epigon al lui Sean O'Casey și influențat într-o oarecare măsură de Brecht, scrie piesa „The Hostage” (Ostaticul, 1958), inspirată din luptele pentru eliberarea Irlandei și subliniind, cu accente dramatice, grotești și cu umor popular, tipic irlandez, absurditatea războiului și fațărniciei politicianismului.
Pe 8 decembrie 2003, la aproape 40 de la moartea lui Brendan, în Dublin, a fost inaugurată o statuie din bronz în mărime naturală a scriitorului stând pe o bancă.

## Citate
- Un bărbat este pe jumătate îndrăgostit de femeiea care îl ascultă.[10]

- Niciun om nu-și poate descoperi propriile talente.[10]

- Fii binecuvântată, soră! Fie ca toți fiii tăi să ajungă episcopi.[11]